# Luís Barbosa da Silva

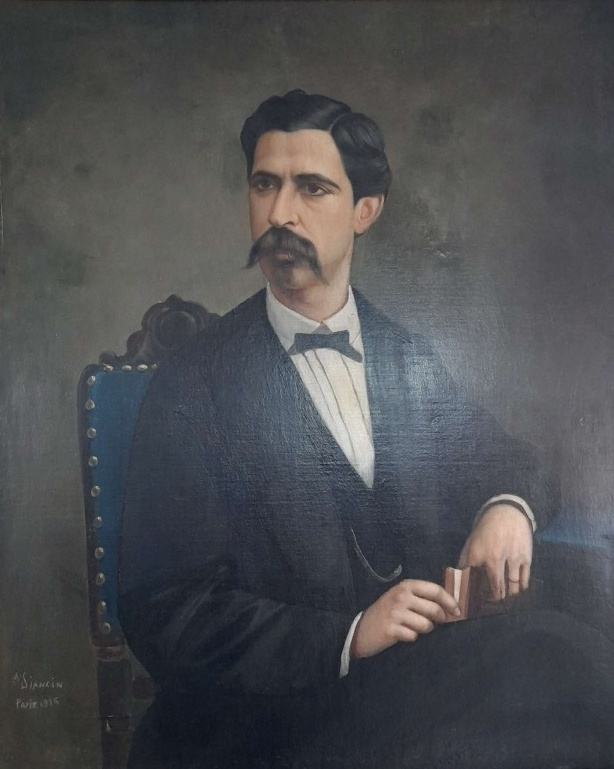
Retrato por Edmond Viancin, década de 1870

Luís Barbosa da Silva (1840–1875) foi um político brasileiro.
Foi presidente da província do Rio Grande do Norte, nomeado por carta imperial de 16 de junho de 1866, de 21 de agosto de 1866 a 25 de abril de 1867.